# Seth Jones (Eishockeyspieler)
Seth Jones (* 3. Oktober 1994 in Plano, Texas) ist ein US-amerikanischer Eishockeyspieler, der seit März 2025 bei den Florida Panthers in der National Hockey League unter Vertrag steht. Mit dem Team gewann er in den Playoffs 2025 den Stanley Cup. Zuvor verbrachte der Verteidiger knapp zweieinhalb Jahre bei den Nashville Predators, die ihn im NHL Entry Draft 2013 an vierter Position ausgewählt hatten, sowie jeweils einige Jahre bei den Columbus Blue Jackets und den Chicago Blackhawks.

## Karriere

### Jugend
Jones spielte von 2008 bis 2010 bei den Dallas junior Stars. Beim Bantam Draft 2009 der Western Hockey League (WHL) wurde er in der ersten Runde an elfter Position von den Everett Silvertips ausgewählt. Jones entschied sich jedoch für einen Wechsel in das USA Hockey National Team Development Program und spielte fortan zwei Jahre in der United States Hockey League. Am 23. April 2012 transferierten die Silvertips Jones’ WHL-Rechte an die Portland Winterhawks. Zwei Wochen darauf unterschrieb er einen Vertrag bei den Winterhawks der den Spieler zur WHL-Saison 2012/13 an den Klub bindet, woraufhin Portland zur Vollendung des Transfers mit den Silvertips vier ihrer Spieler an Everett abgab.
In der WHL-Saison 2012/13 gewannen die Winterhawks als bestes Team der Vorrunde die Scotty Munro Memorial Trophy, nachdem sie mit 57 Siegen aus 72 Ligaspielen die beste reguläre Saison ihrer Franchise-Geschichte ablegten. Seth Jones lief dabei in 61 Partien für Portland auf, dabei erzielte er 14 Tore und 42 Torvorlagen. Seine 56 Scorerpunkte waren ligaweit die viertmeisten unter Verteidigern und die Meisten eines Rookie-Abwehrspielers; sein Plus/Minus-Wert von +46 war ligaweit unter allen Feldspielern der Siebtbeste. Für diese Leistungen wurde er mit der Jim Piggott Memorial Trophy ausgezeichnet, die jährlich an den besten WHL-Rookie vergeben wird. In den WHL-Play-offs 2013 gewannen die Portland Winterhawks nach Siegen gegen die Everett Silvertips, Spokane Chiefs, Kamloops Blazers sowie die Edmonton Oil Kings nach 1982 und 1998 ihren dritten Ed Chynoweth Cup. Im anschließenden Memorial Cup 2013 verloren die Winterhawks das Finalspiel gegen die Halifax Mooseheads aus der Québec Major Junior Hockey League mit 4:6.

### NHL
Beim NHL Entry Draft 2013 wurde Jones in der ersten Runde an insgesamt vierter Position von den Nashville Predators ausgewählt. Im Juli 2013 unterzeichnete der US-Amerikaner einen dreijährigen Einstiegsvertrag bei den Nashville Predators.
Am 6. Januar 2016 wurde Jones im Austausch für den Center Ryan Johansen an die Columbus Blue Jackets abgegeben. In der Spielzeit 2017/18 erzielte er mit 57 Punkten seine bisher mit Abstand beste Offensivstatistik und platzierte sich in der teaminternen Scorerliste auf Rang zwei hinter Artemi Panarin. Zugleich stellte er mit diesem Wert einen neuen Franchise-Rekord für Verteidiger der Blue Jackets auf und wurde am Ende der Spielzeit ins NHL Second All-Star Team gewählt.
Im Rahmen der Stanley-Cup-Playoffs 2020 stellte Jones einen neuen NHL-Rekord auf. Im ersten Spiel des Conference-Viertelfinals gegen die Tampa Bay Lightning, das die Blue Jackets in der fünften Overtime mit 3:2 verloren, erreichte der US-Amerikaner eine Einsatzzeit von 65 Minuten und 6 Sekunden. Damit übertraf er die bisherige Bestmarke von Sergei Subow, der im Conference-Halbfinale der Playoffs 2003 in der ersten Partie gegen die Mighty Ducks of Anaheim 63 Minuten und 51 Sekunden auf dem Eis stand.
Nach über fünf Jahren in Columbus wurde Jones im Juli 2021 samt einem Erstrunden-Wahlrecht im NHL Entry Draft 2021 (32. Position) sowie einem Sechstrunden-Wahlrecht für den NHL Entry Draft 2022 an die Chicago Blackhawks abgegeben. Im Gegenzug erhielten die Blue Jackets Adam Boqvist, jeweils ein Erstrunden-Wahlrecht für die Drafts 2021 (12. Position) und 2022 sowie ein Zweitrunden-Wahlrecht für den Draft 2021. Direkt im Anschluss unterzeichnete der US-Amerikaner einen neuen Achtjahresvertrag bei den Blackhawks, der ihm mit Beginn der Saison 2022/23 ein durchschnittliches Jahresgehalt von 9,5 Millionen US-Dollar einbringen soll. In Chicago lief er seither gemeinsam mit seinem Bruder Caleb Jones auf, der im Sommer 2021 ebenfalls in die „Windy City“ wechselte.
Im März 2025 wurde Jones wenige Tage vor der Trade Deadline samt einem Viertrunden-Wahlrecht im NHL Entry Draft 2026 an die Florida Panthers abgegeben, wobei die Blackhawks weiterhin knapp ein Viertel (2,5 Mio. US-Dollar) seines Gehalts übernehmen. Im Gegenzug sandten die Panthers Spencer Knight sowie ein Erstrunden-Wahlrecht für den Draft 2026 oder 2027 nach Chicago. In den folgenden Playoffs 2025 gewann Jones seinen ersten Stanley Cup, wobei die Panthers mit einem 4:2-Erfolg über die Edmonton Oilers ihren Titel verteidigten.

### International
Seth Jones vertrat sein Heimatland mit der US-amerikanischen Nationalmannschaft erstmals 2011 bei der World U-17 Hockey Challenge. Bei diesem Turnier gewann er nach einer Finalniederlage gegen das Team Canada Ontario die Silbermedaille. Zusätzlich wurde Jones in das All-Star-Team des Turniers gewählt. Einen weiteren Einsatz für das Team USA hatte er noch im selben Jahr bei der U18-Junioren Weltmeisterschaft 2011, bei der die US-Amerikaner das Finalspiel gegen die schwedische Auswahl nach einem Treffer in der Overtime gewannen. Bei der U18-Weltmeisterschaft im Jahr darauf gewann das Team USA erneut nach einem Sieg gegen die schwedische Mannschaft die Goldmedaille. Seth Jones lief dabei als Mannschaftskapitän auf und erzielte in sechs Partien acht Scorerpunkte und war damit zweitbester Punktesammler der US-Amerikaner hinter Nic Kerdiles.
Auch bei der U20-Junioren Weltmeisterschaft 2013 bezwang er mit seiner Mannschaft im Finalspiel die schwedische Auswahl und erhielt folglich seine dritte Goldmedaille bei Junioren-Weltmeisterschaften in Folge. Jones fungierte bei diesem Turnier als Assistenzkapitän und erzielte in sieben Partien ebenso viele Punkte.

## Erfolge und Auszeichnungen
| - 2013 Teilnahme am CHL Top Prospects Game - 2013 Jim Piggott Memorial Trophy - 2013 Ed-Chynoweth-Cup-Gewinn mit den Portland Winterhawks - 2013 CHL Top Draft Prospect Award - 2013 WHL West First All-Star-Team - 2017 Teilnahme am NHL All-Star Game | - 2018 Teilnahme am NHL All-Star Game (verletzungsbedingte Absage) - 2018 NHL Second All-Star Team - 2019 Teilnahme am NHL All-Star Game - 2020 Teilnahme am NHL All-Star Game - 2023 Teilnahme am NHL All-Star Game - 2025 Stanley-Cup-Gewinn mit den Florida Panthers |

### International
| - 2011 Silbermedaille bei der World U-17 Hockey Challenge - 2011 All-Star-Team bei der World U-17 Hockey Challenge - 2011 Goldmedaille bei der U18-Junioren Weltmeisterschaft - 2012 Goldmedaille bei der U18-Junioren Weltmeisterschaft - 2013 Goldmedaille bei der U20-Junioren Weltmeisterschaft | - 2014 Bester Verteidiger der Weltmeisterschaft - 2014 All-Star-Team der Weltmeisterschaft - 2015 Bronzemedaille bei der Weltmeisterschaft - 2022 All-Star-Team der Weltmeisterschaft |

## Karrierestatistik

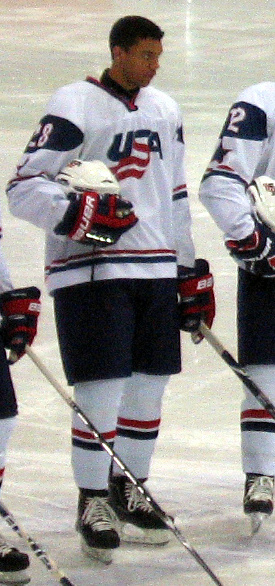
Jones im Dress der US-amerikanischen Nationalmannschaft während der U18-Junioren Weltmeisterschaft 2011

Stand: Ende der Saison 2024/25

### International
| Vertrat die USA bei: - World U-17 Hockey Challenge 2011 - U18-Junioren-Weltmeisterschaft 2011 - U18-Junioren-Weltmeisterschaft 2012 - U20-Junioren-Weltmeisterschaft 2013 | - Weltmeisterschaft 2014 - Weltmeisterschaft 2015 - Weltmeisterschaft 2022 - Weltmeisterschaft 2024 | Vertrat Team Nordamerika bei: - World Cup of Hockey 2016 |

(Legende zur Spielerstatistik: Sp oder GP = absolvierte Spiele; T oder G = erzielte Tore; V oder A = erzielte Assists; Pkt oder Pts = erzielte Scorerpunkte; SM oder PIM = erhaltene Strafminuten; +/− = Plus/Minus-Bilanz; PP = erzielte Überzahltore; SH = erzielte Unterzahltore; GW = erzielte Siegtore; 1 Play-downs/Relegation; Kursiv: Statistik nicht vollständig)

## Familie
Sein Vater Ronald „Popeye“ Jones absolvierte als Basketballspieler über 500 Partien in der NBA und ist dort seither auch als Assistenztrainer aktiv. Zudem schaffte sein jüngerer Bruder Caleb Jones ebenfalls den Sprung in die NHL, wo er im Dezember 2018 für die Edmonton Oilers debütierte.